# Kabinet-Zeman
Het kabinet–Zeman was de regering van de Tsjechische Republiek van 17 juli 1998 tot 12 juli 2002. Het kabinet werd gevormd door de politieke partij Tsjechische Sociaaldemocratische Partij (ČSSD) na de Tsjechische kamerverkiezingen van 1998. Miloš Zeman van de ČSSD werd door president Václav Havel tot premier aangesteld.

## Kabinet–Zeman (1998–2002)
| Ambtsbekleder                        | Ambtsbekleder   | Ambtsbekleder               | Functie(s)                             | Ambtstermijn    | Ambtstermijn    | Partij(en) |
| ------------------------------------ | --------------- | --------------------------- | -------------------------------------- | --------------- | --------------- | ---------- |
|                                      | Miloš Zeman     | Miloš Zeman (1944)          | Premier                                | 17 juli 1998    | 12 juli 2002    | ČSSD       |
|                                      | Vladimír Špidla | Vladimír Špidla (1951)      | Vicepremier                            | 17 juli 1998    | 12 juli 2002    | ČSSD       |
| Minister van Arbeid en Sociale Zaken | Vladimír Špidla | Vladimír Špidla (1951)      |                                        | 17 juli 1998    | 12 juli 2002    | ČSSD       |
|                                      |                 | Václav Grulich (1932)       | Minister van Binnenlandse Zaken        | 17 juli 1998    | 4 april 2000    | ČSSD       |
|                                      | Stanislav Gross | Stanislav Gross (1969–2015) | Minister van Binnenlandse Zaken        | 4 april 2000    | 12 juli 2002    | ČSSD       |
|                                      | Jan Kavan       | Jan Kavan (1946)            | Minister van Buitenlandse Zaken        | 17 juli 1998    | 12 juli 2002    | ČSSD       |
|                                      |                 | Ivo Svoboda (1948–2017)     | Minister van Financiën                 | 17 juli 1998    | 20 juli 1999    | ČSSD       |
|                                      | Pavel Mertlík   | Pavel Mertlík (1961)        | Minister van Financiën                 | 20 juli 1999    | 12 april 2001   | ČSSD       |
|                                      | Jiří Rusnok     | Jiří Rusnok (1960)          | Minister van Financiën                 | 12 juli 2002    | 12 juli 2002    | ČSSD       |
|                                      |                 | Otakar Motejl (1932–2010)   | Minister van Justitie                  | 17 juli 1998    | 16 oktober 2000 | O          |
|                                      | Pavel Rychetský | Pavel Rychetský (1943)      | Minister van Justitie                  | 16 oktober 2000 | 1 februari 2001 | ČSSD       |
|                                      |                 | Jaroslav Bureš (1954)       | Minister van Justitie                  | 1 februari 2001 | 12 juli 2002    | O          |
|                                      | Miroslav Grégr  | Miroslav Grégr (1929)       | Minister van Industrie en Handel       | 17 juli 1998    | 12 juli 2002    | ČSSD       |
|                                      | Vladimír Vetchý | Vladimír Vetchý (1949)      | Minister van Defensie                  | 17 juli 1998    | 4 mei 2001      | ČSSD       |
|                                      | Jaroslav Tvrdík | Jaroslav Tvrdík (1968)      | Minister van Defensie                  | 4 mei 2001      | 12 juli 2002    | ČSSD       |
|                                      | Ivan David      | Ivan David (1952)           | Minister van Volksgezondheid           | 17 juli 1998    | 9 december 1999 | ČSSD       |
|                                      | Bohumil Fišer   | Bohumil Fišer (1943–2011)   | Minister van Volksgezondheid           | 9 december 1999 | 12 juli 2002    | ČSSD       |
|                                      |                 | Eduard Zeman (1948–2017)    | Minister van Onderwijs, Jeugd en Sport | 17 juli 1998    | 12 juli 2002    | ČSSD       |
|                                      |                 | Antonín Peltrám (1930–2020) | Minister van Verkeer                   | 17 juli 1998    | 26 april 2000   | ČSSD       |
|                                      |                 | Jaromír Schling (1946)      | Minister van Verkeer                   | 26 april 2000   | 12 juli 2002    | ČSSD       |
|                                      |                 | Jaromír Císař (1929–2020)   | Minister van Regionale Ontwikkeling    | 17 juli 1998    | 26 april 2000   | ČSSD       |
|                                      |                 | Petr Lachnit (1949)         | Minister van Regionale Ontwikkeling    | 26 april 2000   | 12 juli 2002    | ČSSD       |
|                                      | Jan Fencl       | Jan Fencl (1942)            | Minister van Landbouw                  | 17 juli 1998    | 12 juli 2002    | ČSSD       |
|                                      | Miloš Kužvart   | Miloš Kužvart (1960)        | Minister van Milieu                    | 17 juli 1998    | 12 juli 2002    | ČSSD       |
|                                      |                 | Pavel Dostál (1943–2005)    | Minister van Cultuur                   | 17 juli 1998    | 12 juli 2002    | ČSSD       |